# Patrick De Wilde
Patrick De Wilde (1964. április 29. –) belga labdarúgóedző, 2018-ban a magyar válogatott másodedzőjeként dolgozott.

## Pályafutása

### Játékosként
De Wilde játékosként alacsonyabb osztályú belga csapatokban futballozott.

### Edzőként
Edzőként számos helyen megfordult, edzett alacsonyabb osztályú belga csapatokat, látott el különböző feladatokat az osztrák Red Bull Salzburg akadémiáján, Afrikában Tunéziában és Szaúd-Arábiában is megfordult, valamint volt vezetőedzője kínai csapatoknak is. Georges Leekens mellett másodedzőként tevékenykedett a 2017-es afrikai nemzetek kupájára kijutott algériai válogatottnál. 2018-ban Leekens mellett a magyar labdarúgó-válogatott másodedzőjeként dolgozott.